# Первоосновы теологии
«Первоосновы теологии» (греч. Στοιχείωσις θεολογική) — главное теоретическое сочинение философа поздней античности, неоплатоника Прокла, в котором в сжатом виде даются основоположения его учения. Трактат представляет собой 211 лаконичных параграфов, в каждом из которых сначала дается тезис, затем аргументация. Структурно трактат делится на четыре неравные части, в первой обсуждается единое, во второй — боги, в третьей — умы, в четвертой — души и их носители.
В каждом предмете рассмотрения Прокл выделяет три логических момента. Это 1) не допускающее причастность, 2) допускающее причастность и 3) само причастное. На основе этой триады организована и онтологическая динамика каждого предмета рассмотрения, подразумевающая три этапа: 1) пребывание в себе, 2) выхождение за свои пределы (эманация), 3) возвращение к себе.

## Единое (ἕν)
Доказательство единого Прокл начинает от многого, поскольку многое нам непосредственно и сразу дано (множество вещей, множество мнений, множество чисел и т. д.). Однако сразу же выясняется, что без единого не было бы и многого, поскольку, не будучи каким-то образом объединено, оно распалось бы и как некое множество, оставшись попросту ничем (§ 1). Поскольку же многое оказывается с необходимостью причастно единому, а единому вовсе не обязательно быть причастным многому, чтобы быть единым, то единое первичнее многого и, в отличие от многого, существует само по себе (§ 5).
Таким образом, в едином обнаруживаются три логических аспекта: 1) единое-в-себе, которому ничто не причастно, 2) единое, которому нечто причастно (а именно многое, поскольку на этом высшем уровне рассмотрения ничего, кроме единого и многого, собственно, нет), и 3) причастное единому многое. Возникает вопрос: а многое чего? Это множество или других множеств (объединенностей), или — в пределе — единичностей, которых Прокл называет генадами (ἑνάδων), подразумевая под ними некие простые целостности, не имеющие частей, то есть не представляющие собой уже никаких множеств (§ 6).
В дальнейшем Прокл более содержательно описывает единое как благо (которое нужно понимать не как этическую категорию, а как платонический аналог аристотелевой энтелехии (завершенности)), сверхсущее (§ 8), предвечное, первопричину и начало всего (§ 12). Три же аспекта внутри единого получают наименование 1) первичного предела, 2) первичной беспредельности (§ 90) и 3) богов, которые «сродни и единому и благу и одной с ними природы» (§ 114).

## Боги (θεῶν)
Боги-генады логически суть числа, поскольку числа, вслед за единым-единицей, являются самыми общими качествами сущего (это представление идет еще от пифагорейцев). Структурно же каждый бог состоит из 1) энергии блага (§ 119), или предела, 2) бесконечной потенции (§ 86), или беспредельности, и 3) сущностного свойства (§ 118). В этой триаде легко узнать аристотелевское учение о возникновении сущности из соединения формы (актуальности, греч. ἐνέργεια) и материи (потенциальности, греч. δύναμις).
Каждый бог благодаря своей бесконечной и потому избыточной потенции (§ 27) эманирует из себя, порождая соответствующий ряд сущего, устроенного сообразно отличительному свойству бога. Такое устроение (созидание, упорядочение, наполнение (§ 144) сущего) Прокл называет провидением (§ 120), уточняя, что оно осуществляется богом не промыслительно (умом), а самим фактом наличного бытия бога (§ 122). Самого же бога как начало того или иного ряда Прокл называет монадой (§ 21).
Таким образом, сущее, по Проклу, получает свое бытие (само по себе существование) непосредственно от единого (как наиболее общее свойство), а родовую или видовую сущность (можно сказать, «спецификацию») — от соответствующего бога (§ 137). Этим объясняется, почему Прокл, наряду с философскими категориями единого, ума и проч., использует такое вроде бы сугубо религиозное понятие, как боги. Однако Проклу оно необходимо, чтобы обозначить принцип спецификации сущего, за что в мире политеизма как раз и отвечали боги, каждый из которых был родителем и вдохновителем определенных качеств, свойств, особенностей (Аполлон — бог искусства, Афродита — богиня красоты и проч.). Проклу тем проще философски нагрузить богов, поскольку еще Платон приложил немало усилий, чтобы очистить их от всякого рода «гомеровских сказок». К сожалению, в дальнейшей философии термин «боги» все-таки не прижился, поскольку прямые наследники античной мысли схоласты по понятным причинам использовать его не могли.
Ближайшие сущности к богам Прокл называет умами.

## Умы (νόες)
Умы, как и боги, множественны, ибо все они суть разворачивание многого, причастного к единому (а не единого-по-себе). Структурно каждый ум состоит из 1) мыслящего, или «мыслительной формы» (греч. νοερὸν εἶδος) (§ 176), 2) мышления (как творческой способности) (§ 174) и 3) мыслимой сущности (знания) (§§ 169, 168). Тут мы опять узнаем Аристотелеву триаду.
Почему ум непосредственно причастен богам и есть в каком-то смысле бог (§ 160)? Здесь уместно рассмотреть, как Прокл понимает причастность. Еще Аристотель критиковал Платона  за неопределенное и мифологическое понимание причастности. Прокл строго оформляет это понятие. Для него причастность есть тождественность (единство природы или формы) низшего логического аспекта предыдущей структурной триады с высшим аспектом последующей (§§ 29, 112, 147). То есть ум причастен богу потому, что его мыслительная форма (эйдос) и есть отличительное свойство бога, только первое взято со стороны ума, а второе — со стороны бога. Отсюда совершенно понятно и логично, почему именно мышление следует сразу же за божественным провидением, и почему мышление есть в каком-то смысле тоже творение (§§ 174, 176), и почему «божественный ум мыслит как ум, а провидение осуществляет как бог» (§ 134).
Таким образом, что устрояется богами, осмысляется умами, и умы производят все и содержат причины всего так же, как боги, только боги — сущностно, а умы — мыслительно (§§ 173, 178). Если же ум обращается к тому, что предшествует ему (а это боги, истинно сущее и само единое), то он воспринимает его как умопостигаемое (νοητὸν), то есть не схватывая напрямую его сущность, но различая вышестоящее по его эманационным следам — через то нисходящее, что от него происходит и несет его отпечаток. Непосредственно же умопостигаемое скрыто и непознаваемо (§§ 123, 162) и оттого кажется беспредельным (§ 150).

## Души (ψυχαι)
Если деятельность ума приводит к знанию, то душа в своем высшем аспекте причастна уму через познание (γνῶσις) (§ 193). Три логических аспекта души таковы: 1) жизнь, или познание, 2) движение, или оживление, и 3) живое, или одушевленное (тела) (§ 188).
Поскольку с душами мы все больше погружаемся в царство многого, где все сильнее проявляются его разделительные тенденции, то ничего удивительного, что каждый логический аспект подвергается у Прокла гипостазированию (онтологизированию), из-за чего возникают соответствующие самостоятельные сущности, в свою очередь, также троично понимаемые. Этот процесс заметен уже и на уровне богов (так, описываются: а) не допускающие причастности и поэтому только умопостигаемые монады и б) допускающие причастность и поэтому мыслительные монады (§§ 162, 163)), и на уровне ума ( а) первичные, или божественные, умы, причастные мыслительным монадам и не допускающие причастность к себе, (§ 162), б) божественные, но допускающие причастность к себе, и в) умы только мыслительные (§ 181)). На уровне же душ все еще многообразнее, поскольку души причастны и непосредственно умам, и опосредованно богам.
Души могут быть: а) божественные, причастные божественным умам (пункт б предыдущего списка), или надмировые, б) мыслительные, причастные только мыслительным умам, или внутримировые души, они же спутники богов, в) души, подверженные изменениям, или частичные, они же временные спутники богов (§ 185). Хотя все души по сущности вечны и бестелесны (§ 186), однако душа, допускающая причастность (внутримировая), имеет временную энергию (§ 191) и, следовательно, есть (перво)рожденная (§ 192) и наделенная телом (§ 196). Она поэтому, как причастная времени, совершает кругообразное движение (§ 199). То же самое относится и к третьему типу душ — душам, лишь иногда причастным умам и богам, с той только разницей, что их кругооборот из региона вечно сущего может занести совсем уж в беспредельное становление, то есть в материальные тела (§ 206).

## Тела (σώματα)
Тела, или носители душ, суть нечто вроде «тонких тел» — нематериальных, вечных, неизменных (§ 208). Они возникают с необходимостью как множество оживленных (и потому оформленных) душами сущих. Тела полностью зависимы от душ, следуя за ними и при падении в материальное, и при восхождении к единому. Функция носителя — быть посредником между собственно душой и теми физическими телами, каковыми она, при своем падении, облекается на тот или иной срок (§ 210). Впрочем, физика остается у Прокла, что вполне ожидаемо, за пределами теологии.

## Эманация (πρόοδος)
Общая логика порождения и взаимодействия всех этих начал у Прокла такова. Единое как первопричина рождает многое, которое стремится к единому как к своему благу и возвращается к нему (§§ 12, 31). Но как именно? Первый этап — спецификация, или разделение многого на конкретные сущности. Для этой цели первичная множественность богов-генад создает определенные ряды сущего, как бы растворяясь в них. Конкретные ряды сущего есть, но как им вернуться к единому? Для этого им нужно осмыслить себя и познать себя как таковые. Поэтому с необходимостью за сущим следует эманация умов как мыслительных рядов (форм). Итак, мыслительные ряды тоже есть, но как им-то возвращаться? Для этого им нужно ожить, поскольку только живое способно познавать (§ 188). А с помощью чего можно возвращаться живому? С помощью движения (§ 198), что, в свою очередь, делает необходимым появление, с одной стороны, времени (как меры движения) (§ 200), а с другой — того, что способно двигаться, то есть тел как носителей душ (§ 196). В вечном, но замкнутом космосе можно двигаться только кругообразно, восходя и нисходя. Так эманация единого достигает своего самого дна в виде неопределенной бесконечной материи как субстрата всего — своего рода онтологической оппозиции единого (§ 72), оттолкнувшись от которой только и становится возможным обратное восхождение.

## Переводы
На русский язык трактат перевел и откомментировал профессор Алексей Федорович Лосев. Перевод в целом достойный, а вот с пониманием Лосевым некоторых моментов нельзя согласиться. Так, в нескольких местах он усматривает у Прокла актуальную бесконечность, тогда как сам Прокл всюду говорит только о потенциальной бесконечности (§§ 84—86, 93, 150). Актуальная (то есть конечная, целостная) бесконечность (например, вещественных чисел на отрезке от 0 до 1) ему, как и всем грекам вообще, неизвестна. В § 149 Прокл прямо пишет, что «бесконечное множество совершенно лишено единого», стало быть «лишено и потенции и немощно». Поэтому множество богов, умов, душ, тел и вообще сущего ограничено по количеству (§§ 62, 179, 198), а не беспредельно (и вместе с тем едино), что и было бы актуальной бесконечностью.

## Издания
- Прокл. Первоосновы теологии. / Пер. и комм. А. Ф. Лосева. — Тбилиси: Мецниереба, 1972. — 176 стр. — 2500 экз.
  - переизд.: Лосев А. Ф. История античной эстетики. [В 8 т. Т. 3] Высокая классика. — М.: Искусство, 1974. — С. 429—564.
  - переизд.: Первоосновы теологии. Гимны. / Библиотека журнала Путь. Серия: Классики мировой философии. Составитель А. А. Тахо-Годи. — М.: Прогресс, 1993. — 320 стр.
- Proclus. The elements of theology. A rev. text with transl., introd. and comm. by E. R. Dodds. — Oxf., 1963.